# Laura Bennett
Laura Bennett –nascuda Laura Reback– (North Palm Beach, 25 d'abril de 1975) és una esportista estatunidenca que va competir en triatló, guanyadora de quatre medalles al Campionat Mundial de Triatló entre els anys 2003 i 2007.

## Palmarès internacional
| Campionat Mundial | Campionat Mundial          | Campionat Mundial | Campionat Mundial |
| Any               | Lloc                       | Medalla           | Prova             |
| ----------------- | -------------------------- | ----------------- | ----------------- |
| 2003              | Queenstown ( Nova Zelanda) | 2                 | Individual        |
| 2004              | Funchal ( Portugal)        | 3                 | Individual        |
| 2005              | Gamagori ( Japó)           | 3                 | Individual        |
| 2007              | Hamburg ( Alemanya)        | 3                 | Individual        |